# Ермолаев, Владимир Алексеевич
Владимир Алексеевич Ермолаев (1923—2003) — Гвардии младший лейтенант Рабоче-крестьянской Красной Армии, участник Великой Отечественной войны, Герой Советского Союза (1945).

## Биография
Владимир Ермолаев родился 24 января 1923 года в селе Богородское (ныне — Сергачский район Нижегородской области). Окончил среднюю школу, после чего в течение года работал в колхозе. В марте 1942 года Ермолаев был призван на службу в Рабоче-крестьянскую Красную Армию. С сентября того же года — на фронтах Великой Отечественной войны. Принимал участие в боях на Калининском и Ленинградском фронтах. Участвовал в Великолукской, Невельской, Старорусско-Новоржевской операциях, освобождении Смоленской области, окончательном снятии блокады Ленинграда, Режицко-Двинской операции, освобождении Прибалтики. К августу 1944 года гвардии младший сержант Владимир Ермолаев командовал орудием 47-го гвардейского артиллерийского полка 21-й гвардейской стрелковой дивизии 3-й ударной армии 2-го Прибалтийского фронта. Участвовал в сражениях на территории Латвийской ССР.
21 августа 1944 года в бою у посёлка Эргли Мадонского района Ермолаев подбил 1 танк, уничтожил 3 автомашины с пехотой и 1 самоходную артиллерийскую установку, подавил огонь 3 пулемётных точек, рассеял несколько групп немецкой пехоты. Даже оставшись один из всего расчёта, Ермолаев продолжал вести огонь, подбив танк и самоходное орудие.
Указом Президиума Верховного Совета СССР от 24 марта 1945 года за «отвагу и мужество, проявленные в боях при освобождении Латвии» гвардии младший сержант Владимир Ермолаев был удостоен высокого звания Героя Советского Союза с вручением ордена Ленина и медали «Золотая Звезда» за номером 4197.
В дальнейшем участвовал в Рижской операции и разгроме немецких войск на Курляндском полуострове. После окончания войны в звании младшего лейтенанта Ермолаев был уволен в запас. Проживал в городе Сергач Горьковской области, находился на различных комсомольских и партийных должностях. Заочно окончил учительский и Горьковский педагогический институты. С 1972 года проживал в Горьком, был директором школы-интерната № 6, затем школы № 62. 
Умер 30 ноября 2003 года, похоронен на Ново-Сормовском кладбище Нижнего Новгорода.
Был также награждён орденом Отечественной войны 1-й степени и рядом медалей.
В честь Ермолаева названа улица в Сергаче.